# Defense Counterintelligence and Security Agency
Die Defense Counterintelligence and Security Agency (DCSA) ist dem US-Verteidigungsministerium unterstellt und mit Sicherheitsüberprüfungen von Personen rund um dasselbige, die Beaufsichtigung des National Industry Security Program (NISP) sowie Sicherheitstrainings durchzuführen, beauftragt. Der gegenwärtige Direktor des DSS ist David M. Cattler, sein Stellvertreter ist Daniel J. Lecce.
Im Jahre 1972 wurde der Defense Investigative Service (DIS) gegründet. Aus diesem ging 1999 der Defense Security Service (DSS) hervor. 2019 erfolgte die Umbenennung in Defense Counterintelligence and Security Agency (DCSA).
Die 894 Mitarbeiter (Stand: 2016) des DCSA sind für den Schutz von über 12.000 industrielle Einrichtungen unter der Jurisdiktion des Defense Security Service verantwortlich und werden als Special Agents bezeichnet.

## Ehemalige Direktoren
- BGEN Joseph Cappucci (USAF), 1971–1976
- Bernard J. O’Donnell, 1976–1981
- Thomas J. O’Brien, 1981–1988
- John F. Donnelly, 1988–1996
- Margaret R. Munson, 1996–1998
- Steven T. Schanzer, 1998–1999
- Charles J. Cunningham Jr., 1999–2002
- William Curtis, 2002–2004
- Heather Anderson, 2004–2005
- Janice Haith, 2005–2006
- Kathy Watson, 2006–2010
- Stanley L. Sims, 2010–2016
- Charles Phalen Jr.: 2016–2019
- William K. Lietzau: 2020–2023
- Daniel J. Lecce: 2023–2024
- David M. Cattler: seit 2024